# Williams FW13
Der Williams FW13 war ein Formel-1-Rennwagen, der vom Williams-Team in den letzten vier Rennen der Formel-1-Weltmeisterschaft 1989 eingesetzt wurde. Er war eine vollständige Neukonstruktion und löste das Interimsmodell FW12C ab, mit dem das Team den ersten Teil der Weltmeisterschaft bestritten hatte. Für die nächste Saison wurde das Auto zum FW13B weiterentwickelt.

## Entstehungsgeschichte
Der Williams FW13 erschien in einer Phase des Umbruchs in der Formel 1. Von Beginn des Jahrzehnts bis zum Jahr 1988 hatten Fahrzeuge mit Turbomotoren die Weltmeisterschaft dominiert; in einigen Saisons waren ausschließlich Turbomotoren zugelassen. Ab 1987 konnten wieder Saugmotoren an den Start gehen, allerdings zunächst nur neben den Turbo-Autos, die ungeachtet weitgehender Beschränkungen bei Ladedruck und Verbrauch weiter unangreifbar waren. Erst zum Beginn der Saison 1989 schloss die FISA Turbofahrzeuge komplett aus.
Williams hatte mit dem Motorenpartner Honda in der Turbo-Ära mehrere Weltmeisterschaften gewonnen, verlor den Vertrag mit Honda aber mit Ablauf der Saison 1987 an den Konkurrenten McLaren. Für die neue Saugmotorära ab 1989 gelang es Williams, einen Vertrag mit Renault über die – zunächst exklusive – Lieferung eines Zehnzylinder-Saugmotors zu schließen, der sich seit April 1987 in der Entwicklung befand. Die Zeit bis zu seiner Einsatzbereitschaft musste Williams mit leistungsschwachen Saugmotoren von Judd überbrücken. Für ihn konstruierte das Team den Williams FW12, der 1988 lediglich für den siebten Platz in der Konstrukteursmeisterschaft reichte, die schlechteste Positionierung des Teams seit 1978.
In der Saison 1989 brachte Williams den Zehnzylinder-Saugmotor von Renault an den Start. Einsatzfahrzeug war zunächst das Interimsmodell FW12C, ein an den Renault-Motor anpasster FW12 von 1988. Mit ihm bestritt das Team 1989 drei Viertel aller Rennen und erzielte dabei einen Sieg und sechs weitere Podiumsplatzierungen. Erst im September 1989 erschien der neu konstruierte FW13, der vollständig auf den Renault-Motor zugeschnitten war.

## Modellbeschreibung
Der FW13 wurde von Argentinier Enrique Scalabroni entworfen und verfügte über eine markante ovale Airbox sowie den Renault-RS1-3,5-Liter-V10-Motor. Das Auto wurde von Belgier Thierry Boutsen und Italiener Riccardo Patrese gefahren.

## Renneinsätze
Sein Renndebüt feierte er beim Großen Preis von Portugal, bei dem beide Fahrer mit technischen Problemen ausgeschieden waren. Patrese kehrte für das folgende Rennen in Spanien noch einmal zum alten Auto zurück. In den letzten beiden Rennen der Saison erwies sich der Wagen als sehr konkurrenzfähig – Patrese und Boutsen belegten beim Großen Preis von Japan die Plätze zwei und drei. In Australien siegte Boutsen bei nassen Bedingungen und Patrese wurde Dritter, was Williams den zweiten Platz in der Konstrukteurswertung sicherte.

## Rennergebnisse
| Fahrer               | Nr.                  | 1 | 2 | 3 | 4 | 5 | 6 | 7 | 8 | 9 | 10 | 11 | 12 | 13  | 14  | 15 | 16 | Punkte | Rang |
| -------------------- | -------------------- | - | - | - | - | - | - | - | - | - | -- | -- | -- | --- | --- | -- | -- | ------ | ---- |
| Formel-1-Saison 1989 | Formel-1-Saison 1989 |   |   |   |   |   |   |   |   |   |    |    |    |     |     |    |    | 23     | 2    |
| T. Boutsen           | 5                    |   |   |   |   |   |   |   |   |   |    |    |    | DNF | DNF | 3  | 1  | 23     | 2    |
| R. Patrese           | 6                    |   |   |   |   |   |   |   |   |   |    |    |    | DNF |     | 2  | 3  | 23     | 2    |

| Legende  | Legende            | Legende                                                          |
| Farbe    | Abkürzung          | Bedeutung                                                        |
| -------- | ------------------ | ---------------------------------------------------------------- |
| Gold     | –                  | Sieg                                                             |
| Silber   | –                  | 2. Platz                                                         |
| Bronze   | –                  | 3. Platz                                                         |
| Grün     | –                  | Platzierung in den Punkten                                       |
| Blau     | –                  | Klassifiziert außerhalb der Punkteränge                          |
| Violett  | DNF                | Rennen nicht beendet (did not finish)                            |
| Violett  | NC                 | nicht klassifiziert (not classified)                             |
| Rot      | DNQ                | nicht qualifiziert (did not qualify)                             |
| Rot      | DNPQ               | in Vorqualifikation gescheitert (did not pre-qualify)            |
| Schwarz  | DSQ                | disqualifiziert (disqualified)                                   |
| Weiß     | DNS                | nicht am Start (did not start)                                   |
| Weiß     | WD                 | zurückgezogen (withdrawn)                                        |
| Hellblau | PO                 | nur am Training teilgenommen (practiced only)                    |
| Hellblau | TD                 | Freitags-Testfahrer (test driver)                                |
| ohne     | DNP                | nicht am Training teilgenommen (did not practice)                |
| ohne     | INJ                | verletzt oder krank (injured)                                    |
| ohne     | EX                 | ausgeschlossen (excluded)                                        |
| ohne     | DNA                | nicht erschienen (did not arrive)                                |
| ohne     | C                  | Rennen abgesagt (cancelled)                                      |
| ohne     | keine WM-Teilnahme |                                                                  |
| sonstige | P/fett             | Pole-Position                                                    |
| sonstige | 1/2/3/4/5/6/7/8    | Punktplatzierung im Sprint-/Qualifikationsrennen                 |
| sonstige | SR/kursiv          | Schnellste Rennrunde                                             |
| sonstige | *                  | nicht im Ziel, aufgrund der zurückgelegten Distanz aber gewertet |
| sonstige | ()                 | Streichresultate                                                 |
| sonstige | unterstrichen      | Führender in der Gesamtwertung                                   |